# Placodontoidea
De Placodontoidea (ook wel: 'ongepantserde placodonten') zijn een superfamilie van uitgestorven reptielen binnen de orde der Placodontia. In tegenstelling tot de andere superfamilie Cyamodontoidea binnen de Placodontia, waren de vertegenwoordigers van deze superfamilie ongepantserd en beduidend minder goed aangepast aan het leven in het water.
Vertegenwoordigers van Placodontoidea hadden een relatief langgerekt lichaam en een lange, smalle schedel. Het favoriete voedsel bestond uit schelpdieren, die met de brede tanden werden gekraakt.

## Taxonomische indeling
- Klasse Reptilia
  - Superorde Sauropterygia
    - Orde Placodontia
      - Superfamilie Placodontoidea
        - Geslacht Saurosphargis
        - Familie Paraplacodontidae
          - Geslacht Paraplacodus

        - Familie Placodontidae
          - Geslacht Placodus